# Île-de-France (paquebot)
Pour les articles homonymes, voir Île-de-France (homonymie).
L’Île-de-France est un paquebot construit en 1927 par les Chantiers de Penhoët de Saint-Nazaire pour la Compagnie générale transatlantique. Il est détruit à Osaka en 1959 après avoir été utilisé pour le tournage du film Panique à bord.
Son histoire est marquée par plusieurs événements, dont sa participation à la Seconde Guerre mondiale et deux sauvetages dans l’océan Atlantique.

## Histoire

### Construction
Sa construction est décidée pour remplacer d'anciens paquebots de la Compagnie générale transatlantique : La Touraine et La Lorraine.
Stéphanie Łazarska participe aux décorations de la nursery du paquebot où elle utilise la technique du batik sur bois.
L’Île-de-France est mis sur cale le samedi 25 octobre 1924. Il est lancé le dimanche 14 mars 1926 aux chantiers de Penhoët de Saint-Nazaire.

### Début de carrière
Le paquebot est livré le 29 mai 1927 et entame son voyage inaugural entre Le Havre et New York le 22 juin, devenant pour un temps le plus beau paquebot de l’Atlantique. L’Île-De-France est surnommé aux États-Unis « The longest gangplank » (« la plus grande passerelle ») pendant la Prohibition, car l’alcool coule à profusion à son bord (il est interdit sur les paquebots américains) et permet d’être ainsi immédiatement en France, le pays du « bien vivre », bien avant l’arrivée à destination. À bord du paquebot, il règne l'atmosphère sans souci des années folles et de l’entre-deux-guerres. Le paquebot poursuit sa carrière sans incident jusqu’à la déclaration de guerre le 3 septembre 1939.

#### Hydravion

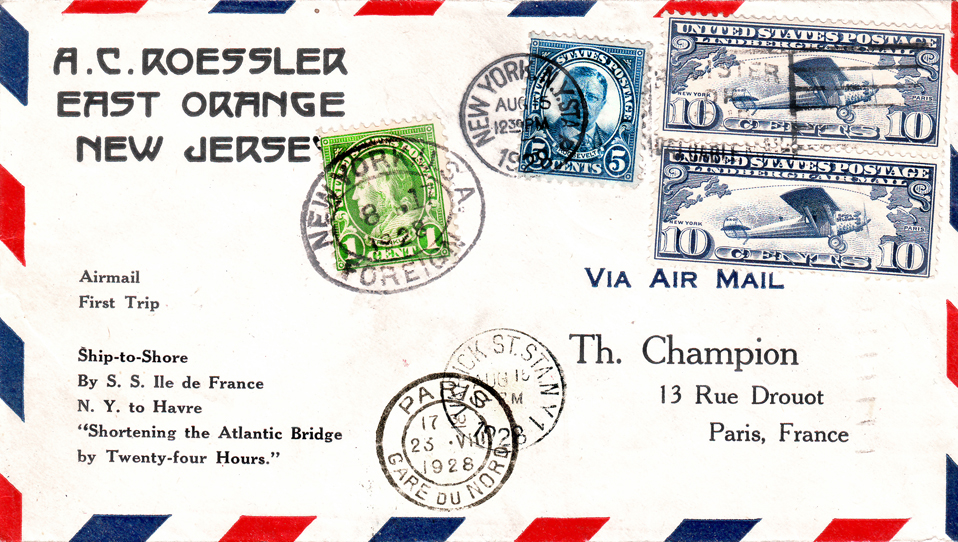
Un message envoyé par l’hydravion du paquebot.

Le navire, via la Société transatlantique aérienne, possède un hydravion postal, un Lioré et Olivier H-198 avec un moteur Gnome-Jupiter de 420 chevaux. Celui-ci est catapulté, depuis une rampe de 20 mètres installée à l'arrière du navire, lorsque le navire se trouve à 500 nautiques des côtes. Le courrier est ainsi acheminé avec une journée d'avance sur le paquebot. Ce service postal est inauguré le 13 août 1928, sur la liaison Le Havre - New York. Quelquefois, l'avion embarque également un passager. Mais le catapultage est soumis aux conditions météo et l'hydravion n’est utilisé que quatre fois en 1928, huit fois en 1929 et douze fois en 1930. Si le système fonctionne bien (ce système de catapultage d'hydravion, à air comprimé et poudre, équipera trois bâtiments de ligne, sept croiseurs lourds et dix croiseurs légers de la marine nationale), il est finalement abandonné car la force des catapultages fatigue la structure du paquebot.

### Pendant la guerre

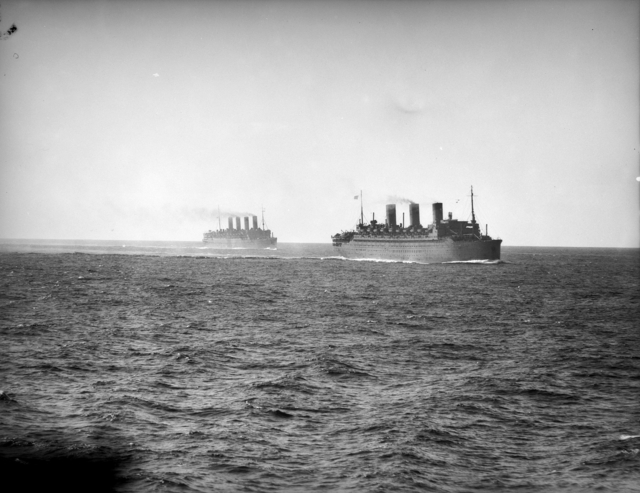
L’Île-de-France et l’Aquitania pendant la Seconde Guerre mondiale.

Le 2 septembre 1939 il part vers New-York. À la déclaration de guerre, il est rejoint par le paquebot Normandie au pier 88 de la Transat à New York. Au moment de l'invasion allemande de juin 1940, le paquebot est en route pour l’Indochine et il se réfugie à Singapour où il est bloqué. Obéissant à Vichy, le commandant Fontaine et 172 membres de l'équipage sont, pendant l'été 40, rapatriés vers la France, seuls 41 autres membres de l'équipage, dont le second Jean Arnold et le chef-mécanicien René Trény, restent à bord, se rallient aux Alliés et à la France Libre tout en  maintenant le paquebot en état de naviguer. Le paquebot, réquisitionné par les Britanniques, le 8 novembre 1940, est converti en transport de troupes.
Pour son premier voyage comme transport de troupes, le navire quitte Singapour le 21 mars 1941 pour aller embarquer des soldats australiens à Sydney qu'il transporte jusqu'à Suez. Il fait ensuite plusieurs transports entre Suez, l’Afrique et les Indes. En octobre 1942, il part pour San Francisco puis retourne dans l’océan Indien. Il part ensuite pour l’Angleterre et passe sous la gérance de la Cunard Line qui y affecte un équipage en partie britannique. Il repart pour New York pour une refonte importante et va alors servir jusqu'à la fin de la guerre pour acheminer des troupes canadiennes et américaines en Grande-Bretagne en vue du débarquement allié. Pendant 4 ans, il transporte ainsi près d'un demi million de soldats et de personnels militaires. En février 1945, il convoie par exemple 855 Afro-Américaines du 6888th Central Postal Directory Battalion.
Cela lui vaut de recevoir la croix de guerre et d'être nommé chevalier du Mérite maritime. Il est remis à disposition de la France à Southampton, le 22 septembre 1945.

### Reprise du service civil

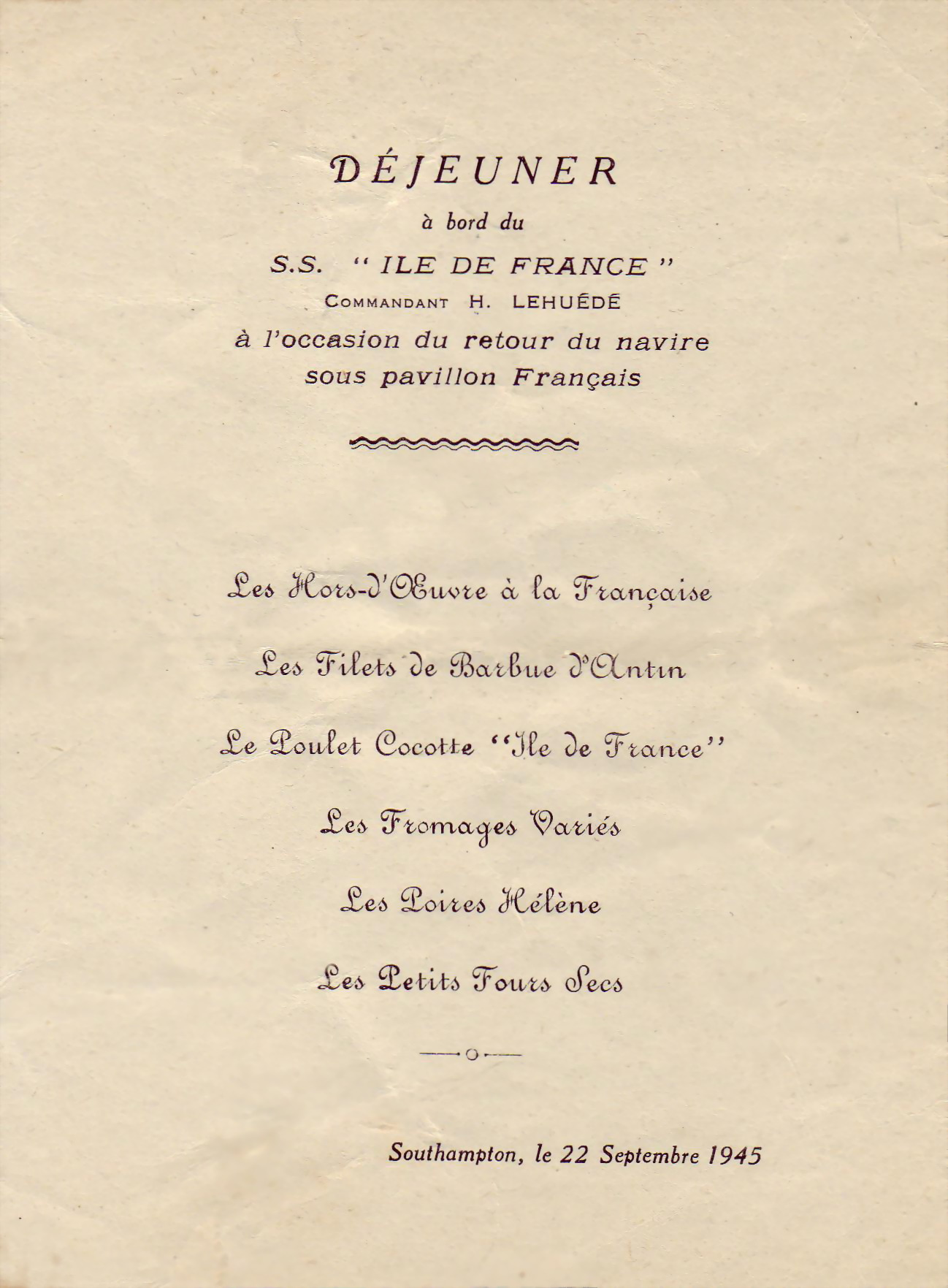
Menu du déjeuner servi à l'occasion du retour de lÎle-de-France sous pavillon français.

À la fin de son service de guerre, il prend la direction des chantiers qui l’ont vu naître. Il y arrive le 21 avril 1947 et y subit une profonde refonte qui le modernise. Sa silhouette est entièrement transformée. Il perd ses trois « tuyaux » hauts et fins au profit de deux cheminées plus larges au dessin elliptique, le trait de coque avant est affiné en montrant une courbe pour séparer la peinture noire de la blanche. Ces modifications sont inspirées du dessin et des formes du paquebot Normandie. De plus, le mobilier de ce dernier est en partie récupéré par l’Île-De-France. Il reçoit également l’air conditionné, une nouvelle piscine au pont C et la capacité est réduite pour un meilleur confort, passant de 1 794 passagers à 1 345. Il est rejoint à Saint-Nazaire par le paquebot Liberté. L’Île-De-France démarre son second voyage inaugural vers New York le 21 juillet 1949.

### Le «Saint-Bernard des mers»
C’est une carrière exceptionnelle qui est marquée par de nombreux sauvetages dont celui particulièrement périlleux du cargo Greenville le 21 septembre 1953 et celui du paquebot italien Andrea Doria, éperonné par le paquebot Stockholm dans la nuit du 25 au 26 juillet 1956. À l'issue du sauvetage de 753 des 1 706 passagers de l’Andrea Doria (contre 46 décédés), l’Île-de-France effectue une troisième remontée triomphale de l’Hudson accompagné par les remorqueurs, le moindre des bateaux présents ce jour-là, ainsi que de nombreux avions dans le ciel new-yorkais. Il était alors commandé par le capitaine au long cours  Raoul de Beaudéan. Ce paquebot est le seul à avoir connu un tel privilège. Les nombreux et spectaculaires sauvetages réalisés par l’Île-de-France valent au navire le surnom de « Saint-Bernard des mers », en référence à cette race de chiens spécialistes du sauvetage, et de recevoir la croix de Chevalier du Mérite maritime et se voir décerner le Merchant Marine Gallant Ship Award, jusque-là attribué aux navires américains pendant la Seconde Guerre mondiale.
Le paquebot France commandé le 26 juillet 1956 par la Compagnie générale transatlantique est en cours de construction depuis le 7 octobre 1957 à Saint-Nazaire et met en évidence l'âge du paquebot Île-de-France tout comme celui du Liberté. Finalement, après de nombreuses traversées de l’océan Atlantique, l’Île-de-France effectue son dernier voyage transatlantique le 1er novembre 1958.

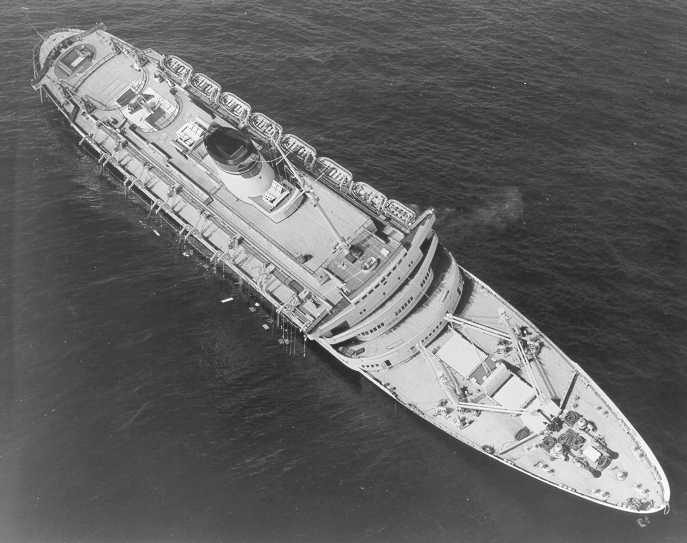
L’Andrea Doria avec une gîte sur tribord après la collision avec le Stockholm.
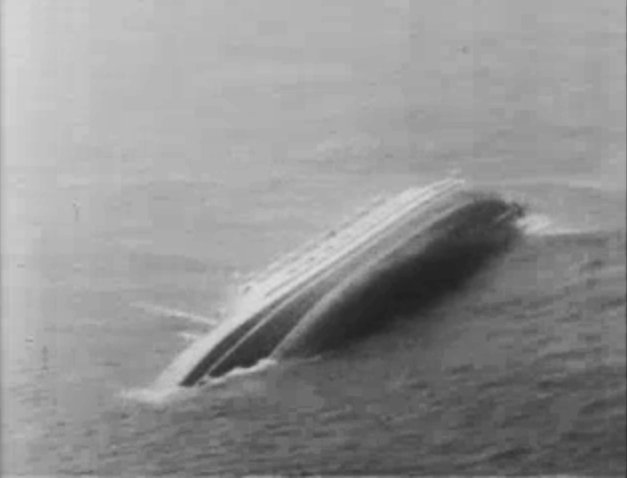
L’Andrea Doria chavire et se retourne après la collision avec le Stockholm.
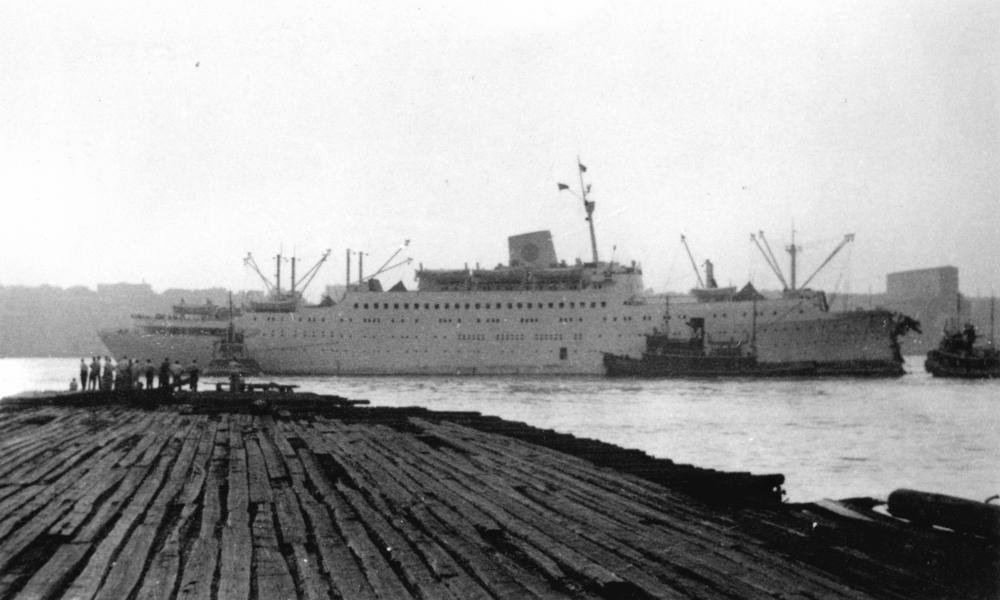
Le Stockholm étrave défoncée après la collision avec le Andrea Doria.

### Fin de vie et démantèlement
L’Île-de-France est vendu par la Compagnie générale transatlantique à Yamamoto & Co d'Osaka le 11 décembre 1958 ; et c'est le 26 février 1959 qu'il quitte le port du Havre sous le nom de Furansu Maru. Il arrive à Osaka le 9 avril 1959. La fin du paquebot provoque un scandale comparable à celui de la fin du paquebot France, car malgré une cérémonie Shinto tenue le 11 avril 1959 pour célébrer l'âme du vaillant paquebot, il sert de cadre à un film hollywoodien Panique à bord (The Last Voyage). Pour les besoins du film, il est partiellement coulé en mer du Japon et pour des prises de vues saccagé à l'intérieur à l'explosif sous le nom de Claridon. À la fin du tournage, le navire est détruit.

## Design

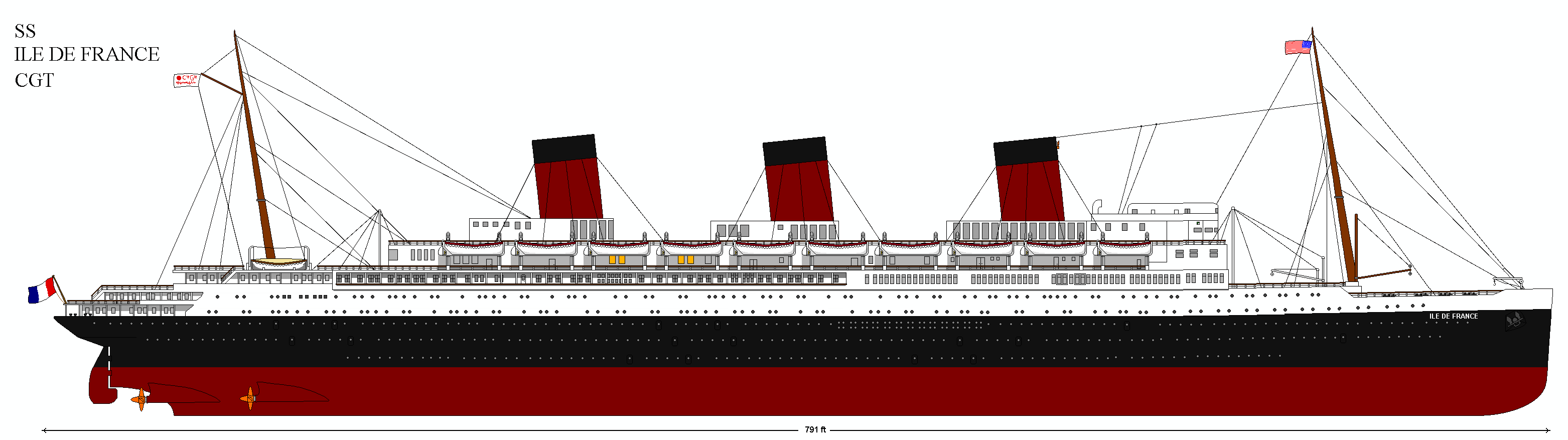
L’Île-de-France dans sa configuration originale.
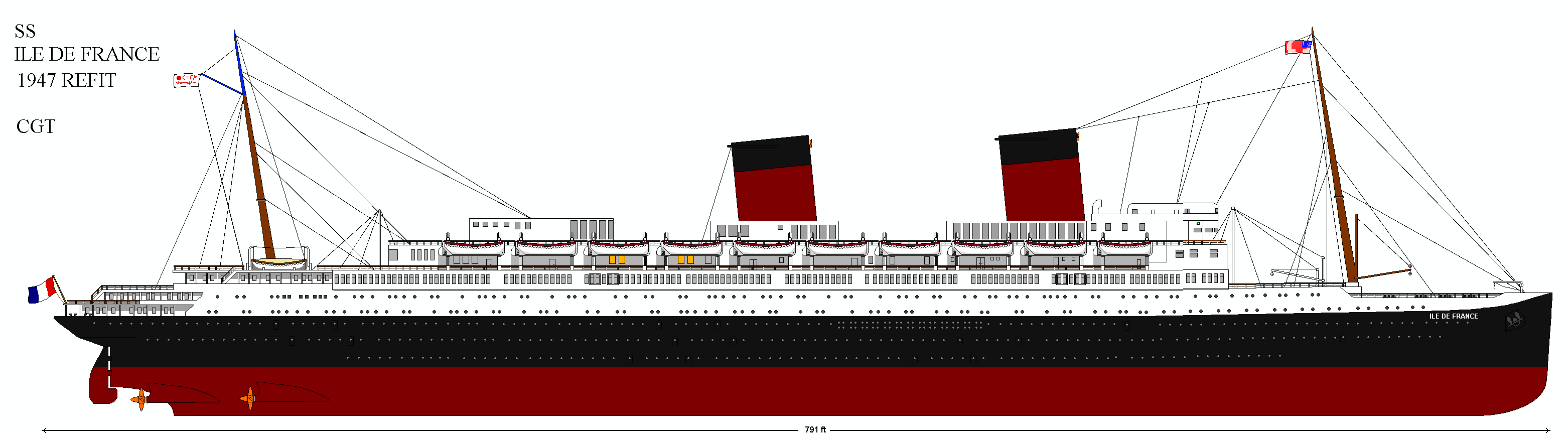
L’Île-de-France dans sa configuration d’après-guerre.

## Décoration intérieure
L'Île-de-France innove en apportant pour sa décoration la première grande expression de l’art déco (on parle même d’« art déco paquebot »). Ce style sera repris sur L’Atlantique et sur le Normandie. L'artiste peintre Yvonne Jean-Haffen participa notamment à la décoration de ce navire, en compagnie de son ami et professeur, le peintre Mathurin Méheut qui y réalisa la décoration des appartements du commissaire principal de bord, ainsi que celle de la suite Fontainebleau. Le décorateur et créateur de mobilier Jacques-Émile Ruhlmann intervient dans plusieurs espaces du navire, particulièrement dans ceux dévolus aux Première classe. Dans l'une des grandes salles des premières classes, il livre un ensemble de sept grands vases de Sèvres en porcelaine blanche, placés le long des murs. Aujourd'hui détruits, ces vases ne sont connus que par une réplique, offerte par Ruhlmann à la Chambre de commerce et d'Industrie de Paris (hôtel Potocki), et toujours conservée in situ. 

### Parties communes de première classe
Salle à manger :

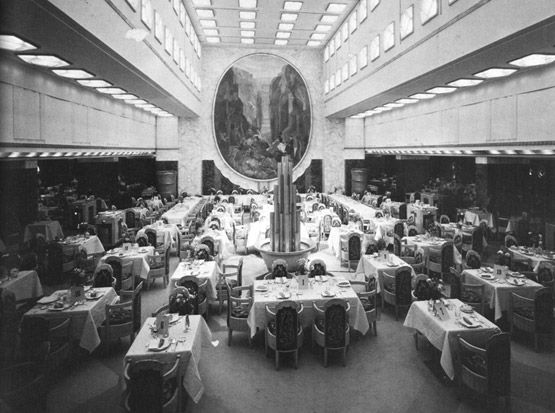
Vue de la salle à manger des première classe.

La salle à manger des première classe, reproduite au dernier étage de l’ancien magasin Eaton à Montréal, a longtemps été considérée comme l'un des endroits les plus chics de cette ville. La décoration a été confiée à l'architecte-décorateur Louis Süe et au peintre Gustave Louis Jaulmes qui ont réalisé là leur dernière collaboration.
Les peintres Edy Legrand et Léon Voguet ornent le grand ovale du mur en fond de salle d'une vaste composition évoquant une Scène de chasse à courre en Ile-de-France.
Grand salon :

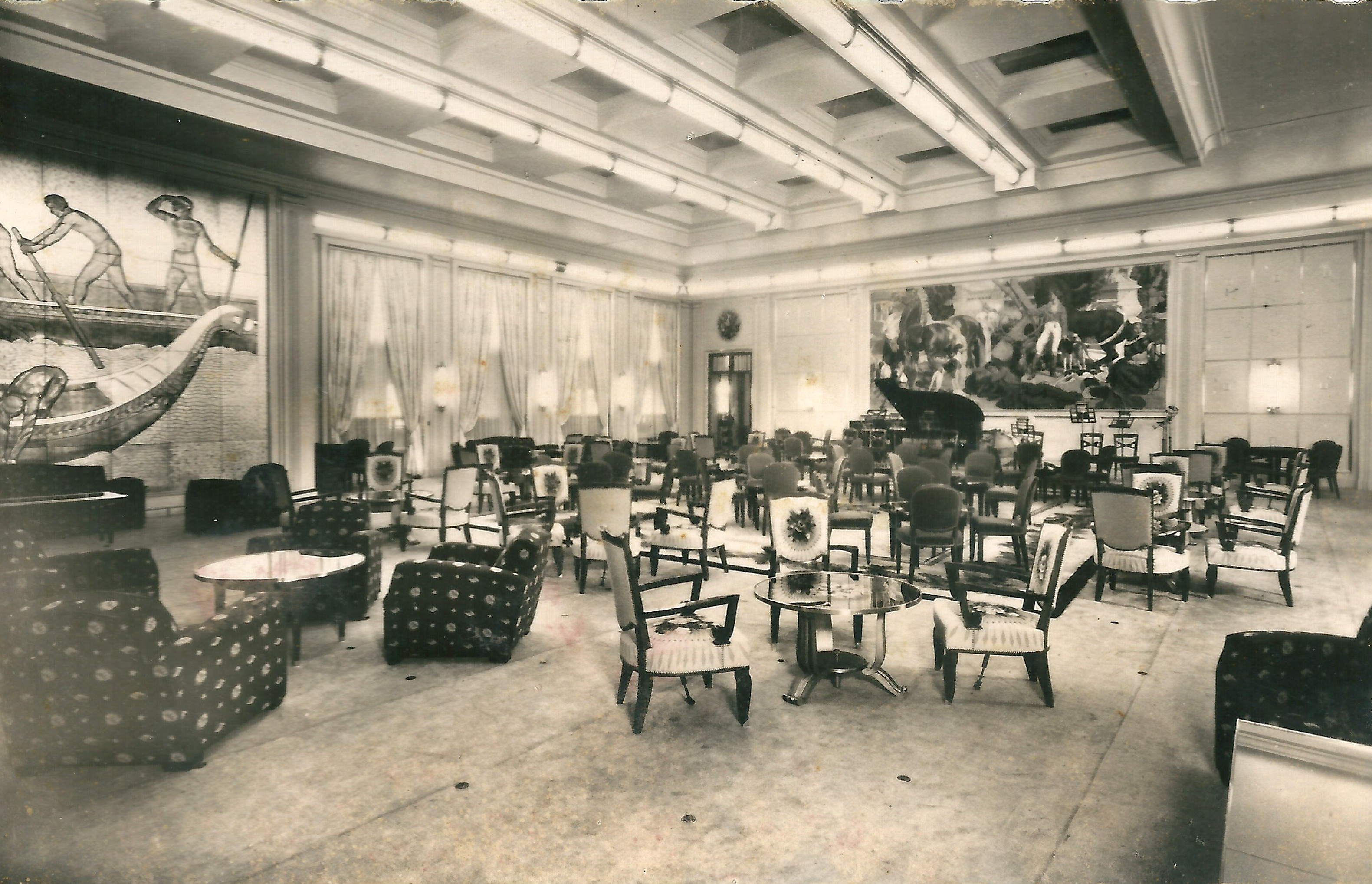
Vue du grand salon des première classe.

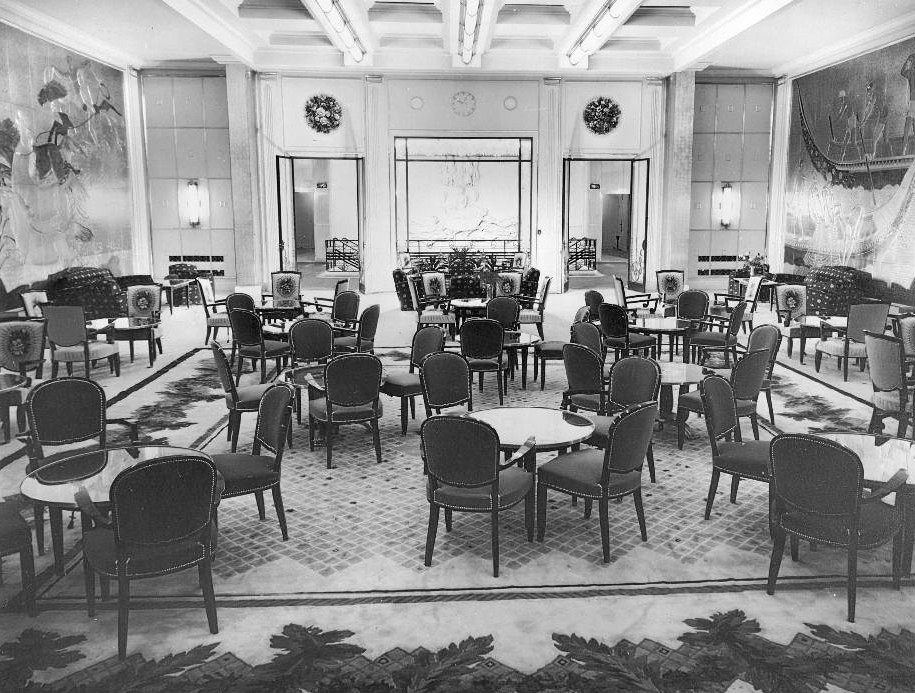
Autre image du grand salon.

L'estrade de l'orchestre du grand salon est ornée de Danseuses au bord d'un fleuve peintes par Gustave Louis Jaulmes. Quatre sculptures ornent la salle sur le thème des fleuves et rivières d'Ile-de-France : Pierre-Marie Poisson exécute La Seine et L'Aisne, tandis qu'Albert Pommier représente L'Oise et La Marne. Après la Seconde Guerre mondiale, le décor est mis au goût du jour, avec notamment une composition peinte par Robert Poughéon représentant la Chasse à courre à Fontainebleau.
Salon fumoir :
Au mur du salon fumoir, le peintre Léon Carré réalise une composition sur le thème de L'Afrique du Nord.
Salle de théâtre :
Le tableau de scène de la salle de théâtre est signé Jean Dupas.
Salon de thé :
Le mur du salon de thé est orné par Jean Dupas d'une composition représentant le Tir aux pigeons. Un grand groupe en bois doré d'Alfred Janniot représentant La Nymphe de Fontainebleau, inspiré du maniérisme bellifontain, est placé au centre de la salle. 
Chapelle :

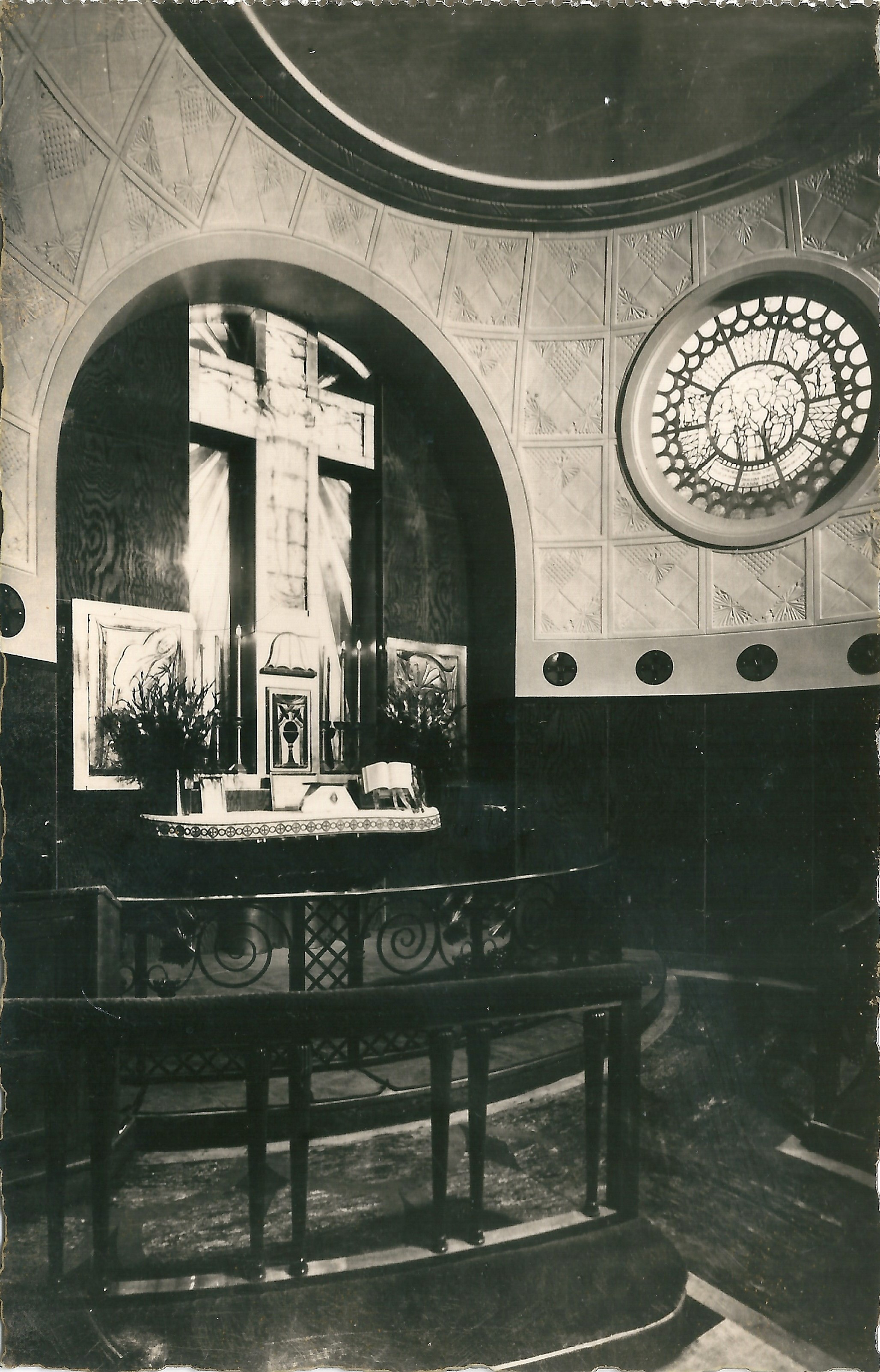
L'autel de la chapelle.

Dans la chapelle, l'autel est orné de scènes en verre coulé d'Henri Navarre (Le Christ en Croix, Marthe ou la Vie active, Marie ou la Vie contemplative).

### Suites de première classe
L'appartement de grand luxe est orné sur ses murs de Danseuses de Paul Vera.

## Iconographie
- L'Île-de-France à quai, huile sur toile de Henry E. Burel, 1946, conservée au musée des Pêcheries de Fécamp.